# Piccolo cane leone
Il Piccolo cane leone è un cane da compagnia originario della Francia.